# Стан Фока
Стан Фока — це квантовомеханічний стан з точно визначеною кількістю частинок. Названо в честь радянського фізика В. О. Фока.

## Властивості станів Фока
В одномодовому фоківському стані {\displaystyle |n\rangle }, перебуває n частинок (n — ціле число).
В основному стані {\displaystyle |0\rangle } в моді немає жодного кванту, але стан все одно має енергію {\displaystyle {\frac {\hbar \omega }{2}}}. Часто {\displaystyle |0\rangle } також називають вакуумним станом.
При розгляді вторинного квантування, стани Фока формують найзручніший базис простору Фока. 
Частинки з цілим спіном задовольняють наступним співвідношенням статистики Бозе-Ейнштейна:
{\displaystyle a^{\dagger }|n\rangle ={\sqrt {n+1}}|n+1\rangle }
{\displaystyle a|n\rangle ={\sqrt {n}}|n-1\rangle }
{\displaystyle |n\rangle ={1 \over {\sqrt {n!}}}(a^{\dagger })^{n}|0\rangle }
де {\displaystyle ~a} і {\displaystyle a^{\dagger }} — є операторами знищення й народження, відповідно. 
Схожі співвідношення виконуються для статистики Фермі-Дірака (для частинок із напівцілим спіном).
З цих співвідношень виходить
{\displaystyle ~[aa^{\dagger }]=n}
і
{\displaystyle ~Var[aa^{\dagger }]=0},
тобто кількість частинок {\displaystyle ~n} у фоківському стані не має флуктуацій.

## Енергія станів
Стани Фока є власними функціями гамільтоніану поля:
{\displaystyle H|n\rangle =E_{n}|n\rangle }
де {\displaystyle ~E_{n}} енергія відповідного стану {\displaystyle |n\rangle }, гамільтоніан дорівнює {\displaystyle H=\hbar \omega \left(aa^{\dagger }+1/2\right)}.
При підстановці гамільтоніану до наведеного вище виразу, отримаємо:
{\displaystyle \hbar \omega \left(a^{\dagger }a+{\frac {1}{2}}\right)|n\rangle =\hbar \omega \left(n+{\frac {1}{2}}\right)|n\rangle }
Відповідно, енергія стану {\displaystyle |n\rangle } дорівнює {\displaystyle E_{n}=\hbar \omega \left(n+{\frac {1}{2}}\right)}, де {\displaystyle ~\omega } це частота поля.
Ще раз відмітимо, що енергія нульового (основного) стану відмінна від нуля {\displaystyle ~n=0} і її називають нульовою енергією.

## Вакуумні флуктуації
Див. також Частота Рабі
Вакуумний стан або {\displaystyle |0\rangle } є станом з найменшою енергією і
{\displaystyle a|0\rangle =0=\langle 0|a^{\dagger }}
Електричне, магнітне поля і векторний потенціал мають однаковий вигляд:
{\displaystyle F({\vec {r}},t)=\varepsilon ae^{i{\vec {k}}x-\omega t}+h.c}
Легко помітити, що величина оператору поля цього стану зникає в вакуумному стані:
{\displaystyle \langle 0|F|0\rangle =0}
Однак, можна показати, що квадрат оператору поля не дорівнює нулю.
Вакуумні флуктуації відповідальні за велику кількість явищ у квантовій оптиці, наприклад таких як Лембів зсув і сила Казиміра.